# Танок вірності
"Танок вірності" (кит. трад. 忠字舞, піньінь: Zhōngzì Wŭ) — ритуальний танок, котрий означає вірність танцюриста лідеру країни Мао Цзедуну під час Культурної революції в Китаї в 1960-х роках. Мав прості ритмічні рухи з простяганням рук від серця до портрета лідера і стискання кулаків, часто з музичним супроводом. Танок широко розповсюдився країною: його виконували в школах, на підприємствах, на вулицях, в потягах та літаках.

## Історичний фон
Під час боротьби партійних угруповань Мао Цзедун спрямував проти політичних супротивників партійної бюрократії молодіжні загони хунвейбінів (студентів та школярів) та цзаофанів (молодих працівників). Хунвейбіни та цзаофани. Вони  фізично переслідували людей, розвинули культ особистості Мао до гротескних масштабів. Після виходу руху з-під контролю (коли молодіжні угрупування почали боротись між собою) Мао Цзедун вдарив по них армією і послав мільйони хунвейбінів до сільської місцевості. Пізніше компартія КНР офіційно назвала цей період смутним часом.

## Розповсюдження
Танок отримав широке розповсюдження в Китаї, однак в середовищі інтелігенції багатьом він не подобався, його вважали безглуздим. Один з очевидців згадував, що в готелі йому запропонували станцювати разом з іншими гостями. Коли він відмовився, його звинуватили в неповазі до Мао, і під натиском йому  довелось приєднатись до танцівників. Відмовитись від участі в танці означало накликати на себе підозру в нелояльності. Молоді жінки охоче танцювали, для багатьох з них це було розвагою.
Інколи пристрасть до танцю приймала безглузді форми. Очевидці розповідали, що в Сіані тисячі робітників пройшли вулицею з танком вірності, рухаючись за вантажівкою з портретом Мао, звідки лунали пісні, при цьому танцівники тримались серйозно, а люди на тротуарах дивились на них з повагою. Відомий випадок, коли один чоловік по дорозі з аеропорту весь час співав пісні і танцював; продавець в магазині зібрав усіх покупців для танцю.